# Yasuhiro Higuchi
Yasuhiro Higuchi (japanisch 樋口 靖洋 Higuchi Yasuhiro; * 5. Mai 1961 in der Präfektur Mie) ist ein ehemaliger japanischer Fußballspieler.

## Karriere

### Spieler
Higuchi erlernte das Fußballspielen in der Schulmannschaft der Yokkaichi Chuo Technical High School. Seinen ersten Vertrag unterschrieb er 1980 bei Nissan Motors (heute: Yokohama F. Marinos). Ende 1984 beendete er seine Karriere als Fußballspieler.

### Trainer
2006 wurde Higuchi bei den Montedio Yamagata als Trainer eingestellt. Der Verein spielte in der zweithöchsten Liga des Landes, der J2 League. 2008 wechselte er zum Erstligisten Omiya Ardija. 2009 wechselte er zum Zweitligisten Yokohama FC. 2010 wechselte er zum Erstligisten Yokohama F. Marinos. Von 2010 bis 2011 war er der Co-Trainer. 2012 wurde Higuchi Trainer von Yokohama F. Marinos. 2013 wurde er mit dem Verein Vizemeister der J1 League. 2013 gewann er mit dem Verein den Kaiserpokal. 2015 wechselte er zum Ligakonkurrenten Ventforet Kofu. 2016 wechselte er zum Drittligisten YSCC Yokohama. 2019 wechselte er zum Zweitligisten FC Ryukyu. Hier stand er bis Ende 2021 an der Seitenlinie. Im Februar 2022 übernahm er den Viertligisten Veertien Mie.

## Erfolge
Nissan Motors
- Japan Soccer League

Vizemeister: 1983, 1984
- JSL Cup

Finalist: 1983
- Kaiserpokal

Sieger: 1983